# Tricentrus acer
Tricentrus acer är en insektsart som beskrevs av Walker. Tricentrus acer ingår i släktet Tricentrus och familjen hornstritar. Inga underarter finns listade i Catalogue of Life.